# Liste der Wappen in der Stadt Frankfurt am Main

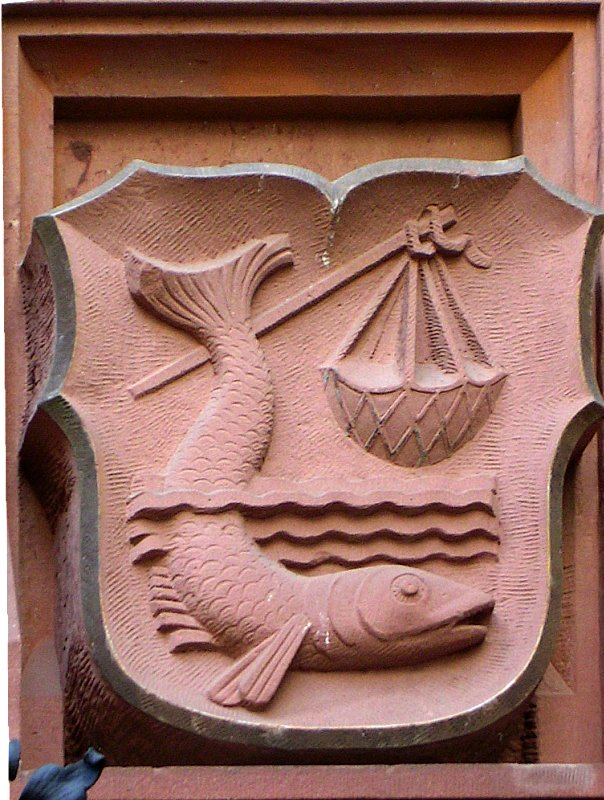
Wappen Fechenheims im Innenhof des Römers

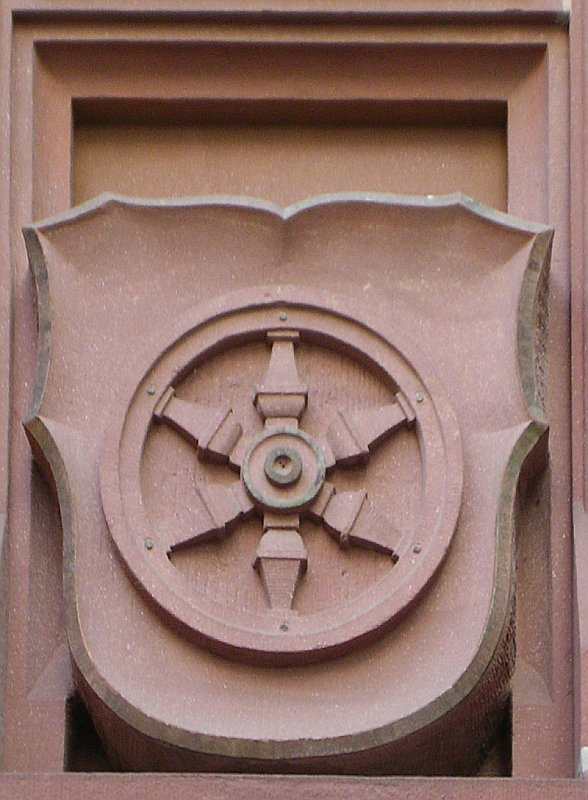
Wappen Höchsts im Innenhof des Römers

Neben dem Wappen der Stadt Frankfurt am Main haben viele Stadtteile Frankfurts, die früher einmal eigenständige Gemeinden oder Städte waren, noch ein eigenes Wappen aus der Zeit ihrer Eigenständigkeit. Stadtteile, die zum ursprünglichen Frankfurter Stadtgebiet gehören, führen ausschließlich das Frankfurter Stadtwappen.
Im Innenhof des Römers, dem Römerhöfchen, hängen als Fassadenschmuck an der Südfront des Hauses Zum Römer Abbilder der Wappen aus rotem Mainsandstein. Die neueren Wappen wurden von Gustav Scheinpflug gestaltet.

## Stadt Frankfurt

Frankfurt am Main

### Ortsbezirk 2 (Innenstadt II)

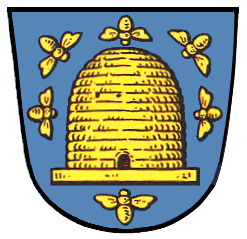
Bockenheim

- Bockenheim[1]

### Ortsbezirk 4 (Innenstadt IV)

Bornheim

- Bornheim[2]

### Ortsbezirk 5 (Süd)

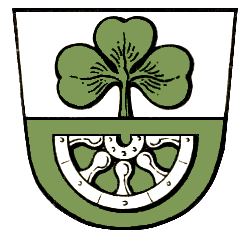
Niederrad
Oberrad

### Ortsbezirk 6 (West)

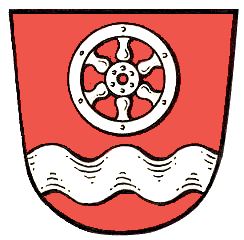
Griesheim
Höchst
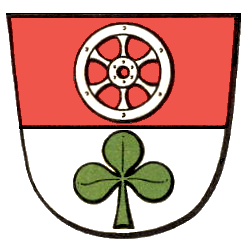
Nied
Schwanheim
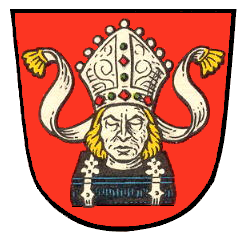
Sindlingen
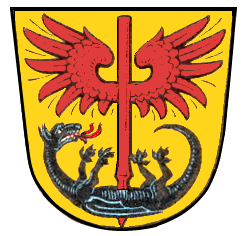
Sossenheim
Unterliederbach
Zeilsheim

### Ortsbezirk 7 (Mitte-West)

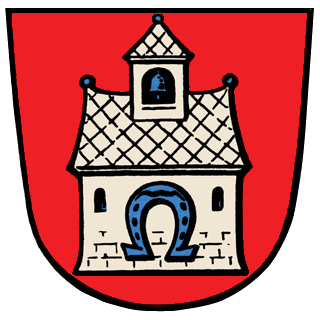
Hausen
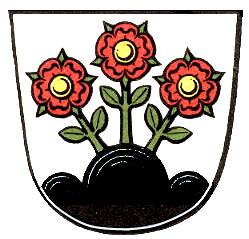
Praunheim
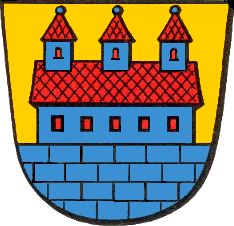
Rödelheim

### Ortsbezirk 8 (Nord-West)

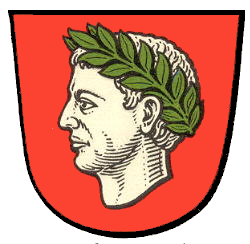
Heddernheim
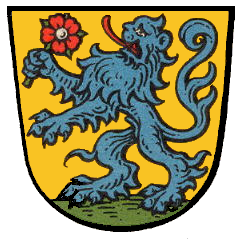
Niederursel

### Ortsbezirk 9 (Mitte-Nord)

Eschersheim
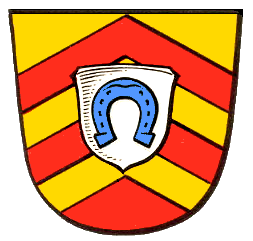
Ginnheim

### Ortsbezirk 10 (Nord-Ost)

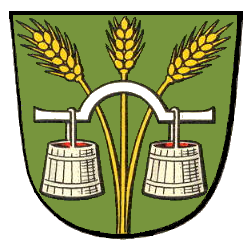
Berkersheim
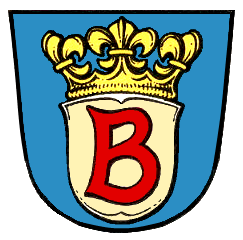
Bonames
Eckenheim
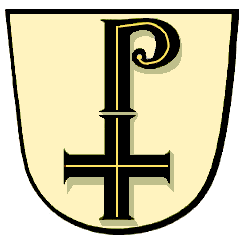
Preungesheim

### Ortsbezirk 11 (Ost)

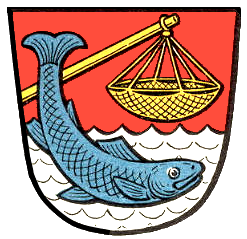
Fechenheim
Seckbach

### Ortsbezirk 12 (Kalbach/Riedberg)

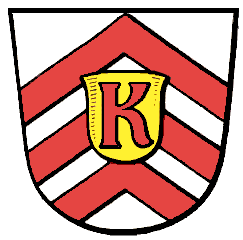
Kalbach

### Ortsbezirk 13 (Nieder-Erlenbach)

Nieder-Erlenbach

### Ortsbezirk 14 (Harheim)

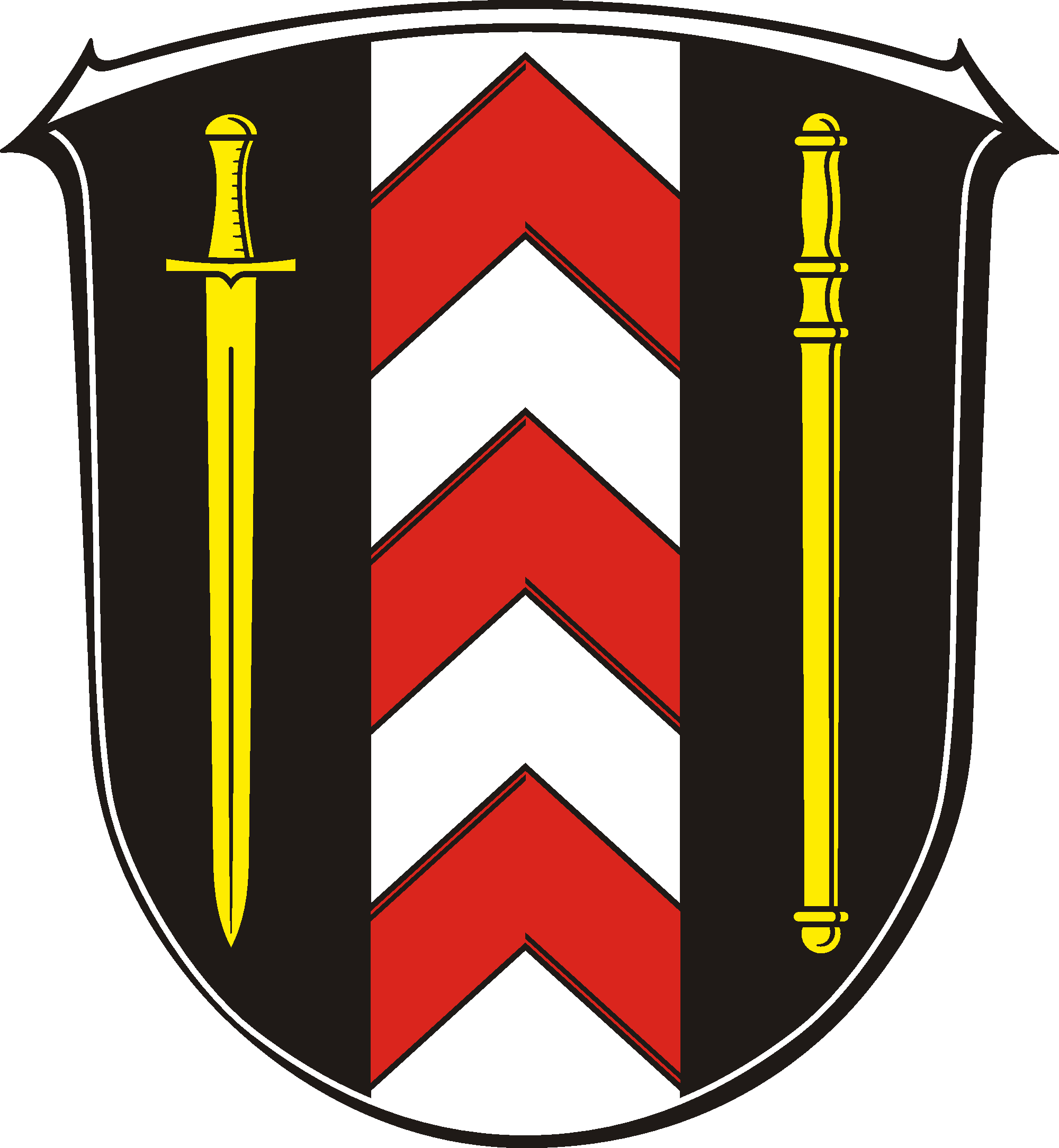
Harheim

- Harheim[4]

### Ortsbezirk 15 (Nieder-Eschbach)

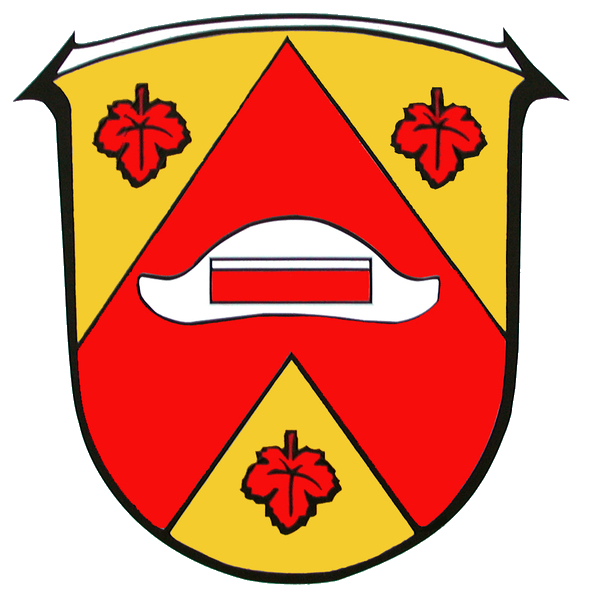
Nieder-Eschbach

### Ortsbezirk 16 (Bergen-Enkheim)

Bergen-Enkheim[6]

## Blasonierungen
1. ↑  Bockenheim: „In Blau ein goldener Bienenkorb, von goldenen Bienen umschwärmt.“
2. ↑  Bornheim: „In Schwarz eine silberne Wolfsangel.“
3. ↑  Preungesheim: „In Silber ein gleicharmiges schwarzes Kreuz, überhöht von einem schwarzen lateinischen P.“
4. ↑  Harheim: „In einem schwarzen, mit drei roten Sparren in Silber pfahlweise belegten Schild vorne ein goldenes Schwert, hinten ein goldener Stab.“
5. ↑  Nieder-Eschbach: „In Gold ein roter Sparren mit einem aufgelegten silbernen Webschiffchen, beseitet von 3 (2:1) roten Rebblättern.“
6. ↑  Bergen-Enkheim: „In Silber zwei abgewendet geschweifte rote Pfähle.“